# Europe de l'Ouest
L'Europe de l'Ouest est une région politique, géographique ou culturelle qui correspond à la partie occidentale de l'Europe, mais ce concept reste mal défini et équivoque. Depuis la chute du mur de Berlin, le concept d'Europe occidentale tend de plus en plus à remplacer celui d'Europe de l'Ouest.
Elle est située entre l'océan Atlantique et les limites de l'Europe du Nord, l'Europe du Sud, et l'Europe centrale, avec lesquelles elle peut se superposer.
C'est une notion historique ambivalente selon qu'on l'approche d'un point de vue culturel ou géopolitique :
1. Avant la guerre froide, elle désigne plutôt une aire culturelle qui peut se synthétiser par la façade atlantique de l'Europe, excepté le Portugal et l'Espagne, c'est-à-dire : le Royaume-Uni, la France, la Belgique, les Pays-Bas, l'Irlande et le Luxembourg ;
2. Pendant la guerre froide, elle prend un sens géopolitique dans le contexte d'affrontements des blocs de deux superpuissances – celui de l'Est et celui de l'Ouest – et désigne la partie de l'Europe située à l'ouest du rideau de fer et alliée des États-Unis, c'est-à-dire la partie européenne du bloc de l'Ouest.

Le problème de cette seconde approche est qu'elle est aujourd'hui réductrice et anachronique. Réductrice dans le sens où elle occulte totalement les concepts d'Europe centrale et de Mitteleuropa, divisant l'Europe purement et simplement en deux sphères d'influence, américaine d'un côté et russe de l'autre. Anachronique au sens où la quasi-totalité des anciens États satellites de l'URSS en Europe, soit l'ex-Europe de l'Est, a rejoint la sphère d'influence américaine (exemple : OTAN, Union européenne) et devraient donc entrer dans le concept d'Europe de l'Ouest. Ainsi dans un contexte géopolitique il serait plus juste de parler d'ex-Europe de l'Ouest.
Le XXIe siècle voit l'émergence du concept d'« Europe occidentale » pour désigner sur le plan plus politico-culturel l'Europe atlantiste.
La vision historique, héritée des relations politiques de la guerre froide, a été élargie à quelques pays neutres et est la définition la plus couramment employée ; elle s'atténue peu à peu avec l'élargissement de l'Union européenne.

## Populations de l'Europe de l'Ouest
| Pays          | Population (2000) | Population (2014) | Population (2021) | Différence de population (entre 2000-2014) | Évolution en pourcentage (entre 2000-2014) | Capitale   |
| ------------- | ----------------- | ----------------- | ----------------- | ------------------------------------------ | ------------------------------------------ | ---------- |
| Allemagne     | 82 163 475        | 80 767 463        | 83 129 285        | - 1 396 012                                | -01,7 %                                    | Berlin     |
| Autriche      | 8 002 186         | 8 506 889         | 8 956 279         | + 504 703                                  | +06,3 %                                    | Vienne     |
| Belgique      | 10 239 085        | 11 180 840        | 11 587 882        | + 941 755                                  | +09,2 %                                    | Bruxelles  |
| Danemark      | 5 330 020         | 5 627 235         | 5 856 733         | + 297 215                                  | +05,6 %                                    | Copenhague |
| Espagne       | 40 470 182        | 46 512 199        | 47 326 687        | + 6 042 017                                | +14,9 %                                    | Madrid     |
| Finlande      | 5 171 302         | 5 451 270         | 5 541 696         | + 279 968                                  | +05,4 %                                    | Helsinki   |
| France        | 60 545 022        | 65 942 093        | 68 140 000        | + 5 397 071                                | +08,9 %                                    | Paris      |
| Irlande       | 3 777 565         | 4 605 501         | 5 028 230         | + 827 936                                  | +21,9 %                                    | Dublin     |
| Islande       | 279 049           | 325 671           | 372 295           | + 46 622                                   | +16,7 %                                    | Reykjavik  |
| Italie        | 56 923 524        | 60 782 668        | 59 066 225        | + 3 859 144                                | +06,8 %                                    | Rome       |
| Liechtenstein | 32 426            | 37 129            | 39 039            | + 4 703                                    | +14,5 %                                    | Vaduz      |
| Luxembourg    | 433 600           | 549 680           | 639 070           | + 116 080                                  | +26,8 %                                    | Luxembourg |
| Monaco        | 31 100            | 38 100            | 39 520            | + 7 000                                    | +37,1 %                                    | Monaco     |
| Norvège       | 4 478 497         | 5 107 970         | 5 408 320         | + 629 473                                  | +14,1 %                                    | Oslo       |
| Pays-Bas      | 15 863 950        | 16 829 289        | 17 533 405        | + 965 339                                  | +06,1 %                                    | Amsterdam  |
| Portugal      | 10 249 022        | 10 427 301        | 10 299 423        | + 178 279                                  | +01,7 %                                    | Lisbonne   |
| Royaume-Uni   | 58 785 246        | 64 351 155        | 67 326 569        | + 5 565 909                                | +09,5 %                                    | Londres    |
| Suède         | 8 861 426         | 9 644 864         | 10 380 491        | + 783 438                                  | +08,8 %                                    | Stockholm  |
| Suisse        | 7 164 444         | 8 139 631         | 8 697 723         | + 975 187                                  | +13,6 %                                    | Berne      |
| Total         | 389 545 648       | 415 715 655       | 414 969 087       | + 26 170 007                               | +06,7 %                                    |            |

## Codage statistique de l'ONU

Les régions de l'Europe selon le codage statistique de l'ONU :
Europe du Nord
Europe de l'Ouest
Europe de l'Est
Europe du Sud

Le codage statistique de l'ONU établit une séparation de l'Europe en quatre régions, dont l'Europe de l'Ouest, qui consiste en neuf pays :
- Allemagne ;
- Autriche ;
- Belgique ;
- France ;
- Liechtenstein ;
- Luxembourg ;
- Monaco ;
- Pays-Bas ;
- Suisse.

## Définitions de l'Europe de l'Ouest
Depuis la fin de la guerre froide, il y a des définitions diverses de l'Europe de l'Ouest.

### Selon l'ONU
Selon l'UNESCO, l'Europe de l'Ouest est composée de 23 pays :
- Allemagne ;
- Andorre ;
- Autriche ;
- Belgique ;
- Danemark ;
- Espagne ;
- Finlande ;
- France ;
- Irlande ;
- Islande ;
- Italie ;
- Liechtenstein ;
- Luxembourg ;
- Malte ;
- Monaco ;
- Norvège ;
- Pays-Bas ;
- Portugal ;
- Royaume-Uni ;
- Saint-Marin ;
- Suisse ;
- Suède ;
- Vatican.

### Selon la CIA

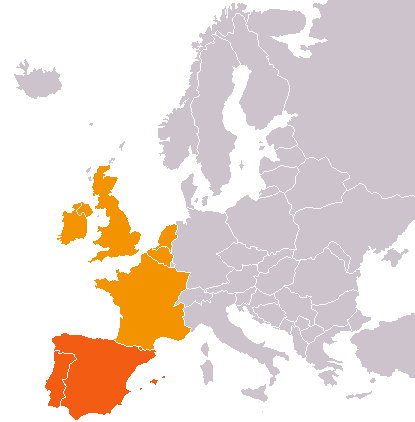
Classification selon The World Factbook :
Europe de l'Ouest
Europe du Sud-Ouest

Une autre définition est celle de The World Factbook, selon lequel l'Europe de l'Ouest est composée de dix pays. En comparaison avec la définition de l'ONU, la CIA classe la péninsule Ibérique et les îles Britanniques dans sa définition mais exclut l'Allemagne, l'Autriche, l'Italie, la Suisse et le Liechtenstein.
- Andorre ;
- Belgique ;
- Espagne ;
- France ;
- Irlande ;
- Luxembourg ;
- Monaco ;
- Pays-Bas ;
- Portugal ;
- Royaume-Uni.

## Opposition géopolitique de la guerre froide

Pays membres de l'OTAN pendant la guerre froide
Pays neutres, souvent également classés en Europe de l'Ouest
Pays du bloc est

Pendant la guerre froide, l'Europe de l'Ouest a désigné les pays du continent qui se trouvaient du côté occidental du rideau de fer. En opposition à l'Europe de l'Est, l'Europe de l'Ouest rassemblait les pays non communistes, souvent alliés des États-Unis, au sein de ce qui était communément appelé le bloc de l'Ouest ou bloc occidental. Parmi ces pays figurent ceux qui créèrent les Communautés européennes.
L'appellation Europe de l'Ouest n'intégrait pas la Turquie alors que celle-ci faisait partie de l'OTAN.

## Vision avec l'Europe centrale

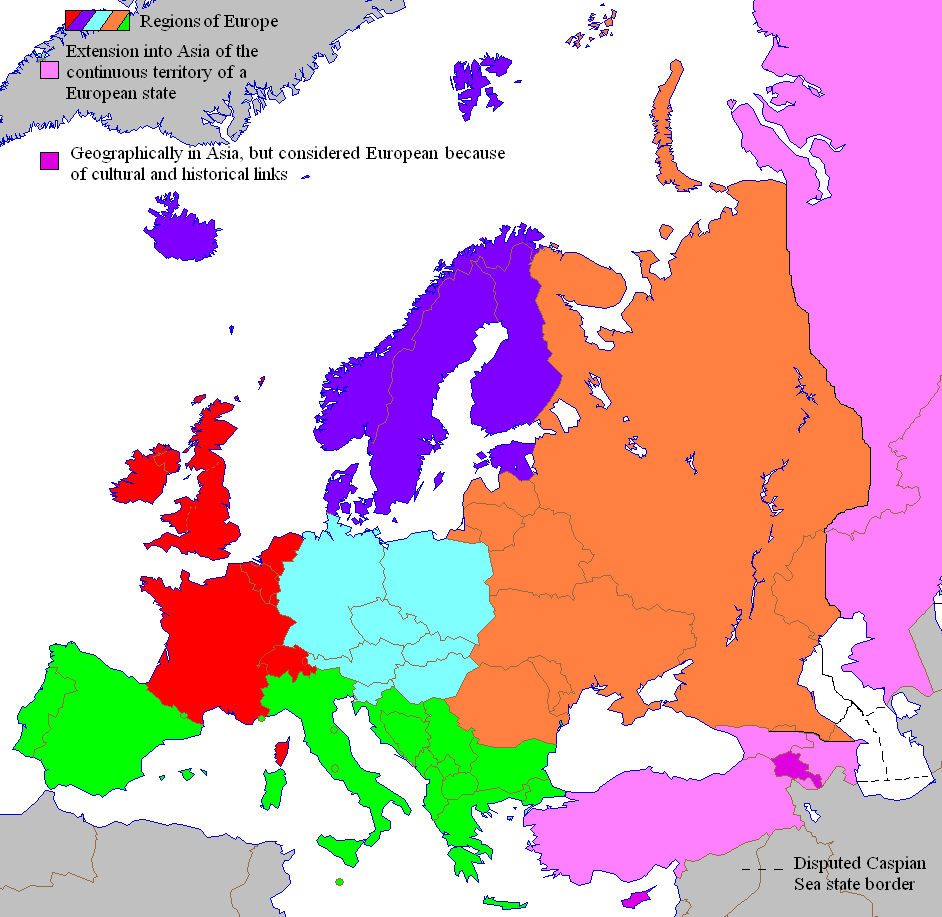
Europe centrale
Europe de l'Est
Europe du Nord
Europe de l'Ouest
Europe du Sud

La définition de l'Europe de l'Ouest retenue par The World Factbook est la suivante : Grande-Bretagne, Irlande, Benelux, Suisse, France. Cette vision correspond à la vision géopolitique historique du début du XXe siècle, avant la Seconde Guerre mondiale et réapparaît après la guerre froide ; ces pays d'Europe de l'Ouest étaient alors, avec la Tchécoslovaquie, les seuls pays démocratiques.
L'Europe étant aujourd'hui dans son immense majorité démocratique, la guerre froide étant terminée, l'Allemagne réunifiée, le rideau de fer tombé depuis près de 30 ans, l'élargissement de l'Union européenne réalisé, la conception par bloc Est/Ouest perd de son sens, même si des « régions » d'Europe se distinguent encore, par leur niveau de développement ou par leur histoire respective. L'Allemagne se repositionne en Europe et absorbe les économies nouvelles de ses nouveaux pays frontaliers aux coûts de main d'œuvre plus bas. Le pays accroît ainsi sa compétitivité sur le plan international. Les deux Allemagne réunifiées, l'axe Autriche-Hongrie, auxquels s'ajoutent les pays frontaliers liés culturellement : Tchéquie, Slovaquie, Pologne, Slovénie forment ainsi la nouvelle Europe centrale. La ville de Prague est ainsi devenue, en février 2008, la dixième région urbaine la plus riche d'Europe en considérant le PIB/habitant PPA (source Eurostat). En 2006, selon Eurostat, le chômage était de 2,8 % dans cette même région. Cette vision est réutilisée dans le cadre d'un renforcement du concept à l'Europe centrale, pour lequel l'Allemagne a un rôle pivot au centre de l'Europe réunifiée.

## Une certaine proximité culturelle
Historiquement, les pays de l'ouest européen ont connu une évolution différente de celle des pays plus à l'est du continent, pour des raisons géographiques, culturelles ou religieuses. Au nord, le Royaume-Uni et l'Allemagne ont de nombreux points communs, dont le plus important est la prédominance des langues germaniques et une présence plus importante du protestantisme au cours des derniers siècles. Par ailleurs, ces pays possèdent d'autres traits communs, en matière de gastronomie notamment. Leurs populations ont connu de nombreux mélanges avec les peuples scandinaves.
La Belgique s'inscrit dans une moindre mesure dans cette lignée, bien qu'elle soit en partie de culture linguistique latine. Par ailleurs, avec les Pays-Bas, elle est restée plus d'un siècle sous domination espagnole (XVIe – XVIIIe siècles), et cette présence a laissé une empreinte culturelle marquante.